# 近鉄バス枚岡営業所
近鉄バス枚岡営業所（きんてつバスひらおかえいぎょうしょ）は、大阪府東大阪市東山町にある近鉄バスの営業所。主に、東大阪市東部の国道170号沿道の路線をカバーする。
営業所最寄りの停留所は「枚岡車庫」。近鉄けいはんな線新石切駅の近くにある。

## 概要
1956年に近畿日本鉄道自動車局の枚岡自動車区・営業所として開設された（当時の所在地は枚岡市）。
かつては、日本初の2階建てバス「ビスタコーチ」も在籍し、梅田や上六から八尾市北部、生駒山まで広くカバーしていた営業所であるが、1993年に枚岡自動車区が稲田自動車区の枚岡分室に格下げされて機能を縮小したため、瓢箪山 - 四条畷・住道など、東大阪市や大東市の東部に伸びる路線に限られるようになった。また、かつては信貴生駒スカイライン内の信貴山と高安山を結ぶケーブルカー連絡バスの運行も担っていた。1999年に分社化され、枚岡営業所となった。2002年よりスルッとKANSAI・Jスルーカード（後者は2009年まで）にも対応しており、バスカードの運用も開始した。
2015年からは他営業所同様、交通系ICカード全国相互利用サービスに対応している。運賃箱は小田原機器製を使用する。

## 現行路線

### 四条畷線

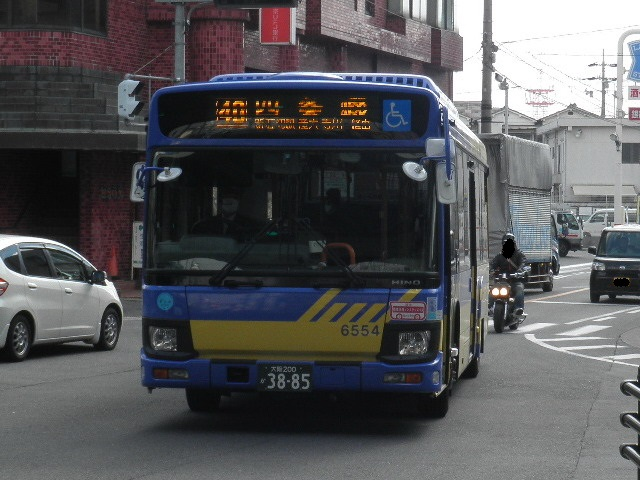
新石切駅前に到着する四条畷行き（40番）

現在の枚岡営業所では唯一となる管轄路線で、東花園駅から国道170号旧道（東高野街道）を通り、新石切駅、石切神社、大阪産業大学を経てJR学研都市線の四条畷駅・住道駅の2駅を結ぶ幹線。戦前に大阪電気軌道が買収した四条畷 - 柏原間の一部をなす。東花園駅前付近では大阪外環状線（170号新道）経由する。
四条畷発着の40番と住道発着の30番がそれぞれ日中20分間隔で、産業大学前までは10分間隔となり利便性が高く、利用者も多い。枚岡営業所の前を通るため、枚岡営業所近くの新石切駅前にて運転士の交代が行われている。170号旧道は片側1車線ずつあるが、狭隘のため無線を使ってすれ違いを調整することもある。
新石切駅前などの停留所にはバス接近表示装置が設置されている。このため、当営業所所属の車両には同装置の対応機が設けられている。
他に、加納工業団地系統と呼ばれる系統もこの路線に含まれていた。
2019年11月1日より発着地が変更され、瓢箪山駅前発着を東花園駅前発着に変更した。当初計画ではこれを2018年10月中に実施する予定であったが、既に完成している東花園駅前ロータリーへのバス乗り入れに対しての協議が長引いたため、一旦は瓢箪山駅前停留所の廃止および東花園駅前停留所の開設を延期したが、その後協議を終え、1年1ヶ月遅れで実施した。同駅では1番のりばからの発車となっている。
東花園駅前では1番のりばから発車する。

#### 四条畷方面
東花園・四条畷間通し運行の40番が基本系統。東花園・新石切方面の出入庫関係の便も合わせて40番台を名乗る（40番以外の本数はいずれも僅かである）。
- 40番：東花園駅前 - 枚岡車庫 - 新石切駅前 - 石切神社前 - 産業大学前 - 寺川 - 野崎観音前 - 四条畷

- 41番：枚岡車庫 - 新石切駅前 - 石切神社前 - 産業大学前 - 寺川 - 野崎観音前 - 四条畷
  - 31番と同様、車庫発は朝の数本のみで、車庫行きは平日の朝方に2本・夕方以降に多数運行される。
  - 土休日の車庫行きは21時台の2本。

- 42番：東花園駅前 - 枚岡車庫 - 新石切駅前 - 石切神社前 - 産業大学前
  - 駅行きは平日の3本のみ。大学行きは夜間に平日1本・土休日2本（いずれも最終便を含む）。

- 43番：枚岡車庫 → 東花園駅前
  - 現行ダイヤでは駅行きのみ。朝に平日6本、土休日8本運行される。

- 45番：枚岡車庫 → 新石切駅前 → 石切神社前 → 産業大学前
  - 平日朝の3本のみ。

#### 住道発着
住道駅前に乗り入れる系統のみ30番台を名乗る。
産業大学前の北側（寺川交差点）から住道駅方向は府道8号大阪生駒線（阪奈道路）を経由する。
住道駅前では1番のりばから発車。
- 30番：東花園駅前 - 枚岡車庫 - 新石切駅前 - 石切神社前 - 産業大学前 - 寺川 - 大東市役所前 - 住道駅前

- 31番：枚岡車庫 - 新石切駅前 - 石切神社前 - 産業大学前 - 寺川 - 大東市役所前 - 住道駅前
  - 枚岡車庫発は朝に数本のみの運行。枚岡車庫行きは平日朝方に2本と夕方以降に多数運行されるが、土休日は最終便のみとなる。

## 過去の担当路線
下記の他、のちに稲田単独運行となる「阪奈生駒線」の一部便や、八尾に移管される「信貴山上線」、「東花園線」「志紀線」のベースとなる「恩智線」、「花園線」「高砂線」に分割される「山本線」も管轄していた。

### 枚岡線
戦前に布施駅 - 枚岡間にて開設された路線。
後に大阪市内への乗り入れが実現して、上本町六丁目、さらに大阪都心の本町四丁目へ延長した。1984年に上本町バスセンターが上本町駅2階にできてからは、同所を起点とした（現在は大阪国際空港行きリムジンバスの乗り場になっている）。上本町からは千日前通を東に直進し、国道170号旧道と交差する箱殿で北に進路を取る。石切神社への利用者も多く、三が日には増便も行われていた。
1960年代には2階建てバス「ビスタコーチ」が導入されたほか、ノンステップバスなども活躍したが、近鉄奈良線と完全に並走していることや道路渋滞などを理由に利用者が減少し次第に減便を繰り返し、布施営業所単独系統になってから数年後の1997年に休止、2000年に廃止となった。
- 60番：上本町六丁目（バスセンター） - 鶴橋 - 新深江 - 長栄寺（布施営業所前） - 新家 - 菱江 - 花園ラグビー場前 - 枚岡 - 新石切駅前 - 石切神社前

- 61番：上本町六丁目（バスセンター） - 鶴橋 - 新深江 - 長栄寺（布施営業所前） - 新家 - 菱江 - 花園ラグビー場前 - 枚岡

### 生駒縦走線
信貴生駒スカイライン内を走行する路線で、免許の上では阪奈道路の竜間から生駒山上、生駒聖天および信貴山門を結ぶ路線となっている。梅田から生駒山上までは休日ダイヤで1995年まで直通便があった。上記の生駒聖天 - 信貴山門間は、冬季を除く休日に運行されていたが、1990年夏以降は、三が日のみ運行されるダイヤになっていた。
2006年から運行を中止している。
- 52番：生駒聖天 - 生駒山上 - 高安山 - 信貴山門

### 石切線
石切剣箭神社の最寄り駅である新石切・石切の両駅であるが、この駅間には急な坂道があり、短距離ではあるがこの2駅を結ぶ路線として2006年10月1日に開業した。狭隘路を結ぶため、小型バスによる運行である。高低差のある両駅を結ぶ路線であり、辺りも住宅地であることから需要があり1時間2～3本程度運行されていた路線であるが、運転士不足を理由に2016年6月1日から土曜日のみ1往復の運行に変更された。2017年3月31日をもって全便廃止となった。
- 70番：新石切駅前 - 石切神社参道口 - 石切駅前

### 吉田線
2008年4月1日に開業した。
四条畷線の加納工業団地系統や後述する枚岡線やの廃止後、路線の空白地となっていた地域を南北に結ぶ路線となっている。河内花園駅の北口に新設されたロータリーから北上し、国道308号を経由して吉田駅へ達する。吉田駅からは一旦南下したあと西へ進み、大阪朝鮮高級学校前で吉田駅行の経路と合流して花園駅へ戻る。
朝夕中心の運行であったが、2024年3月21日以降全日運行をとりやめ同年7月21日に1往復のみの運行と事実上の休止扱いとされ、その後の9月1日より正式に路線休止となった。
- 80番：花園駅前 - 吉田下島 - 吉田駅前

### 経法大線
1971年4月に大阪経済法科大学の開学により、大学側から委託を受けてスクールバスの運行をしていたが、1998年に一般路線化。それにより大竹会館前と大竹南の2つのバス停が新設された。一般路線ではあるが、学生など大学関係者は無料で利用できる。平日は15〜30分毎、土曜日は概ね1時間毎で、休学日は運休する。大阪外環状線経由で運行。また、ノンストップ便も設定されている。
2019年11月1日より、四条畷線と同様に発着地が変更され、瓢箪山駅前発着を東花園駅前発着に変更した。
2025年3月31日の運行をもって休止。
- 01番：東花園駅前 - 大阪経済法科大学

## 車両
分社化以降、近鉄バスは日野自動車製に加えていすゞ自動車製バスも導入するようになり、当営業所には2001年から集中してエルガが投入された。2019年現在では四条畷線の多くの便に使われている。また、2006年からはエルガと同形のブルーリボンIIの導入も開始されている。2015年には新型のブルーリボンとエルガが関西のバス会社で先駆けて導入され、2016年にはブルーリボンハイブリッド車が1台導入されている。